# Nadworów
Nadworów – wieś w Polsce położona w województwie świętokrzyskim, w powiecie koneckim, w gminie Radoszyce.
W latach 1975–1998 miejscowość administracyjnie należała do województwa kieleckiego.
Wierni Kościoła rzymskokatolickiego należą do parafii św. Maksymiliana Kolbe i św. Faustyny Kowalskiej w Wilczkowicach.